# موريس فرمان

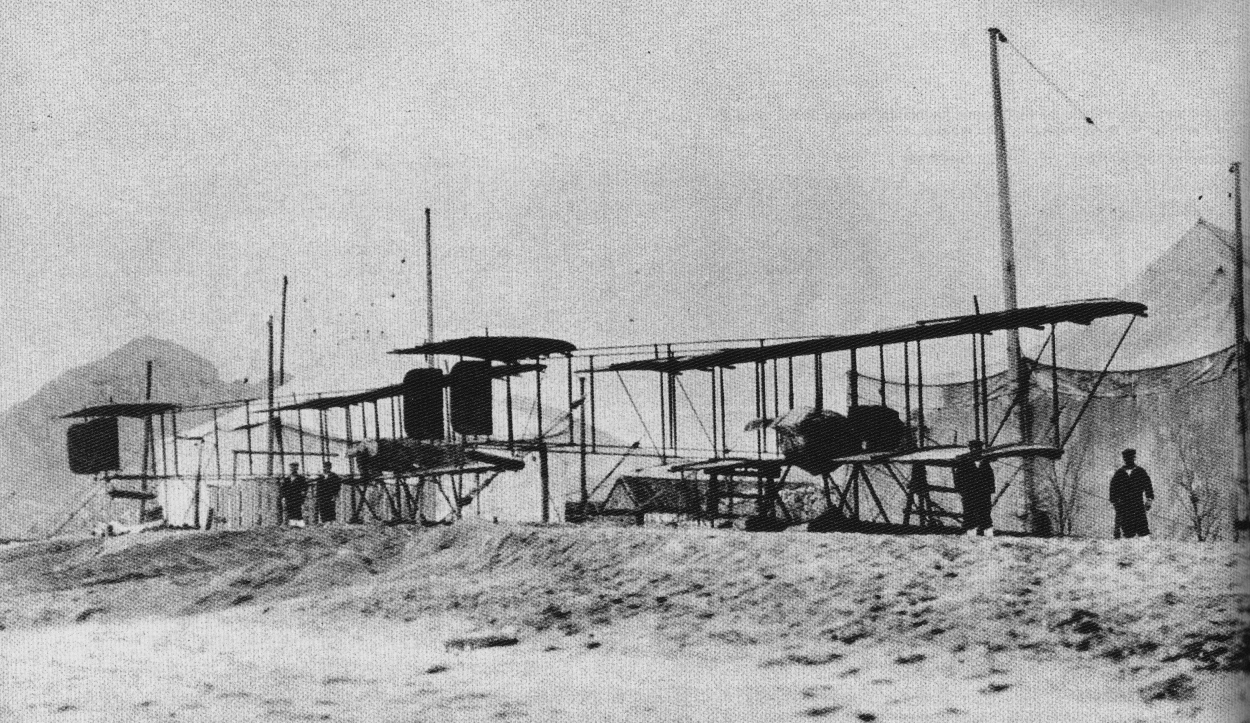
طائرتان تتبعان واكاميا من لبحرية الإمبراطورية اليابانية من طائرات موريس فرمان المائية المرابطة على الأرض في تشينغداو في عام 1914.

موريس آلان فرمان (بالفرنسية: Maurice Farman)‏ (25 فبراير 1964 21 مارس 1877) كان الأنجلو فرنسي، طيار، ومصمم وصانع الطائرات، وبطل سباقات سيارات الجائزة الكبرى.

## السيرة الذاتية
ولد في باريس لآبوين إنجليزيين الآباء، كان هو وإخوانه ريتشارد وهنري فارمان من رواد الطيران المهمين في أوروبا.
توفي موريس فرمان في باريس في عام 1964..

## روابط خارجية
- موريس فرمان على موقع أرشيف الدراجات (الإنجليزية)
- موريس فرمان على موقع DriverDB.com (الإنجليزية)